# Гэндзи (нэнго)
Гэндзи (яп. 元治 гэндзи, Первоначальное правление) — девиз правления (нэнго) японского императора Комэя, использовавшийся с 1864 по 1865 год. Девиз правления был объявлен, чтобы отметить начало нового шестидесятилетнего цикла.

## Продолжительность
Начало и конец эры:
- 20-й день 2-й луны 4-го года Бункю (по григорианскому календарю — 27 марта 1864);
- 7-й день 4-й луны 2-го года Гэндзи (по григорианскому календарю — 1 мая 1865).

## Происхождение
Название нэнго было заимствовано из классического древнекитайского сочинения Книга Перемен:「乾元用九天下治也」.

## События
- 1864 год (1-й год Гэндзи) — Леон Рош, представитель Франции, поселяется в Эдо[7];
- 1864 год (1-й год Гэндзи) — инцидент возле ворот Хамагури;
- 8 июля 1864 года (5-й день 6-й луны 1-го года Гэндзи) — Икэдая дзикэн (яп. 池田屋事件) — внутренний конфликт в ополчении синсэнгуми;
- 12 августа 1864 года (11-й день 7-й луны 1-го года Гэндзи) — убийство Сакумы Сёдзана, сторонника вестернизации Японии;
- 5-6 сентября 1864 года (5-й — 6-й день 8-й луны 1-го года Гэндзи) — бои за Симоносеки[7].

## Сравнительная таблица
Ниже представлена таблица соответствия японского традиционного и европейского летосчисления. В скобках к номеру года японской эры указано название соответствующего года из 60-летнего цикла китайской системы гань-чжи. Японские месяцы традиционно названы лунами.
| 1-й год Гэндзи (Деревянная Крыса) | 1-я луна*      | 2-я луна*  | 3-я луна  | 4-я луна* | 5-я луна  | 6-я луна*             | 7-я луна  | 8-я луна   | 9-я луна    | 10-я луна* | 11-я луна | 12-я луна* |                |
| --------------------------------- | -------------- | ---------- | --------- | --------- | --------- | --------------------- | --------- | ---------- | ----------- | ---------- | --------- | ---------- | -------------- |
| Григорианский календарь           | 8 февраля 1864 | 8 марта    | 6 апреля  | 6 мая     | 4 июня    | 4 июля                | 2 августа | 1 сентября | 1 октября   | 31 октября | 29 ноября | 29 декабря |                |
| Юлианский календарь               | 27 января 1864 | 25 февраля | 25 марта  | 24 апреля | 23 мая    | 22 июня               | 21 июля   | 20 августа | 19 сентября | 19 октября | 17 ноября | 17 декабря |                |
| 2-й год Гэндзи (Деревянный Бык)   | 1-я луна       | 2-я луна*  | 3-я луна* | 4-я луна  | 5-я луна* | 5-я луна (високосная) | 6-я луна* | 7-я луна   | 8-я луна    | 9-я луна*  | 10-я луна | 11-я луна  | 12-я луна*     |
| Григорианский календарь           | 27 января 1865 | 26 февраля | 27 марта  | 25 апреля | 25 мая    | 23 июня               | 23 июля   | 21 августа | 20 сентября | 20 октября | 18 ноября | 18 декабря | 17 января 1866 |
| Юлианский календарь               | 15 января 1865 | 14 февраля | 15 марта  | 13 апреля | 13 мая    | 11 июня               | 11 июля   | 9 августа  | 8 сентября  | 8 октября  | 6 ноября  | 6 декабря  | 5 января 1866  |

* звёздочкой отмечены короткие месяцы (луны) продолжительностью 29 дней. Остальные месяцы длятся 30 дней.